# Avesnes-sur-Helpe
Avesnes-sur-Helpe este un oraș în Franța, sub-prefectură a departamentului Nord, în regiunea Nord-Pas de Calais. 